# Дитя і чари
«Дитя і чари» (фр. L'Enfant et les sortileges) — опера-балет на 2 картини Моріса Равеля, лібрето Колетт. Це друга опера Равеля (перша -  «Іспанська година»). Вона була написана з 1917 по 1925 роки і вперше поставлена в Опері Монте-Карло 1925 року під диригуванням Віктора де Сабата. 
Отримавши від Равеля пропозицію написати музичний твір, Колетт написала текст за вісім днів. До того кілька композиторів пропонували їй написати тексти для музичного твору, але її захопила тільки пропозиція Равеля.

## Короткий зміст
Цей твір близький за духом казковим фортепіанним п'єсам Равеля «Моя матінка Гуска». Композитор як би хотів втілити в музиці бачення й фантазії дитини, що перетворюють предмети навколишнього світу. Герой опери — 6-літній хлопчик, покараний матір'ю за неслухняність. Він зриває своє невдоволення, намагаючись «на зло» усе зламати й зіпсувати. У сні світ невпізнанно перетворюється, і хлопчик починає осягати, що все довкола нього сповнене життям. Важко зітхає поранене його ножем дерево, білка скаржиться, що хлопчик мучить її подружку. Від побаченого у дитині пробуджується любов до всього живого й доброго.
Місце дії: Старомодний будинок у Нормандії
Дія 1
Це історія про невихованого хлопчика, якому докоряють предмети у його кімнаті, які він знищує. Після того, як на початку опери, його насварила мати, хлопчик влаштовує істерику, руйнуючи навколо себе кімнату і завдаючи шкоди тваринам, які знаходсять поблизу. Потім він починає дивуватися, дізнавшись, що нещасні предмети в його кімнаті ожили. Меблі та прикраси починають розмовляти; навіть його домашнє завдання набуває форми, коли воно стає старцем і хором чисел. Всі вони співають про біль і нещастя, які їм заподіює дитина, та їхні бажання покарати його за його проступки.
Дія 2
Спальня перетворюється на сад, наповнений співаючими тваринами та рослинами, які зазнавали катувань хлопчика. Він намагається подружитися з тваринами та рослинами, але вони уникають його через ті травми, які він їм завдав раніше, перш ніж вони могли говорити. Вони залишають його осторонь, і, залишившись наодинці він врешті кричить «Маман». Потім тварини повертаються до нього і нападають на нього, намагаючись помститись. Проте вони заводяться між собою, після того як відкинули хлопчику вбік. Кульмінацією стало поранення білки, через що інші тварини перестають битися. Хлопчик перев'язує рану білки і змучений падає. Побачивши цей вчинок доброти, тварини змінили свою думку про хлопчика і вирішили спробувати допомогти йому вдома. Вони імітують крик «Маман», несуть хлопчика назад до його будинку і співають похвально про нього. Опера закінчується тим, що дитина співає «Маман» в останньому такті партитури, вітаючи матір. 

## Джерело
- А. Гозенпуд. Оперный словарь. — «Музыка», 1965